# 岡田弘子
岡田 弘子（おかだ ひろこ、1925年〈大正14年〉1月3日 - 2020年〈令和2年〉5月28日）は、北海道函館市の市立函館図書館の元館長、石川啄木関連の資料の保存に努める団体「函館啄木会」の事務局長、後に代表理事。父は市立函館図書館の初代館長の岡田健蔵。函館ゆかりの歌人である啄木の資料収集に尽力した父の跡を継ぎ、函館啄木会において、父から託された啄木関連の資料を守り、資料収集などに取り組んだ。北海道函館市出身。

## 経歴
1925年（大正14年）、岡田健藏の長女として誕生した。遺愛女学校、文部省図書館講習所（後の図書館情報大学）を経て、1943年（昭和18年）から市立函館図書館に勤務した。兄弟姉妹が皆死去しており、唯1人の父の実子であったことから、父の遺志を継ぎ、父直伝の図書館教育により、司書として勤めた。1956年（昭和31年）から函館啄木会に理事として関わり、父の親友でもあった歌人の宮崎郁雨らと共に、資料の管理、保存に努めた
1976年（昭和51年）、市立図書館の館長に就任した。1982年（昭和57年）に館長を退いたが、退職後もボランティアとして、啄木の散逸資料の発掘、収集と管理をライフワークとした。「啄木に関しては紙ひとつでも絶対になくすな」との父の教えに基づき、函館図書館内に設けられた啄木文庫の維持保存、啄木の資料を後世に残す活動に尽力した。また、函館とフランスの交流に取り組む「函館日仏協会」に、1983年（昭和58年）に設立と同時に入会し、後に理事を務めた。協会10周年記念事業として函館日仏交流史資料集の編集長を務め、フランスをはじめとする国際交流の普及と啓蒙に力を尽くした。
2005年（平成17年）に、啄木会の代表理事に就任した。2020年（令和2年）には新型コロナウイルスの影響で、図書館の休館が断続的に続いたが、啄木会には3月26日まで参加し、その活動を見守った。啄木の命日である4月13日の法要は毎年欠かすことが無く、2020年4月13日も、コロナ禍の中を法要に参列した。
同2020年5月28日、朝食後に倒れ、函館市内の病院で、敗血症性ショックにより満95歳で急逝した。
函館日独協会の若山直（五島軒社長）は、「現実にあったことの資料をきちんとした形で残す作業をされた。そのことを調べる人が出てきて初めて脚光を浴びる仕事で、文化を残す人だった」「地元を愛し、さまざまな郷土史を掘り起こした」と、その死を偲んだ。親交のあった市中央図書館の丹羽秀人館長は「郷土資料の重要性を教わりました。図書館で生まれ、図書館で育ったような人でした」「郷土資料を守る図書館の役割を体現した。日本の図書館界にとって大きなショック」と語った。同2020年6月4日には、没後の最初の啄木会の会合が開催され、甥の岡田一彦（健藏の長男の子）らが「最期まで『図書館人』として生きた」「信念を貫いた人だった」と偲んだ。

## 受賞歴
- 2000年（平成12年） - 芸術文化勲章シュバリエ（函館日仏協会発行『蝦夷に咲いた百合』の編集長を務めたことなどの評価[2][10][13]）
- 2016年（平成28年） - 函館市文化賞（啄木関連の活動の評価[14]）